# Wladimir Buschanski
Wladimir Buschanski (* 22. April 1978) ist ein kasachischer Bahn- und Straßenradrennfahrer.
Wladimir Buschanski gewann 1998 bei den Asienspielen die Silbermedaille in der Mannschaftsverfolgung. Vier Jahre später gewann er Bronze bei den nächsten Asienspielen in Busan. Bei der Asienmeisterschaft 2003 gewann er die Bronzemedaille in der Einerverfolgung und Gold im Madison zusammen mit Juri Juda. Auf der Straße war er im nächsten Jahr bei einer Etappe der Azerbaïjan Tour erfolgreich. Daraufhin fuhr Buschanski 2005 für das Cycling Team Capec.

## Erfolge – Bahn
1998
- Asienspiele – Mannschaftsverfolgung

2002
- Asienspiele – Mannschaftsverfolgung

2003
- Asienmeisterschaft – Einerverfolgung
- Asienmeister – Madison (mit Juri Juda)

## Erfolge – Straße
2004
- eine Etappe Azerbaïjan Tour

## Teams
- 2005 Cycling Team Capec